# Ombrophytum peruvianum
Ombrophytum peruvianum är en tvåhjärtbladig växtart som beskrevs av Eduard Friedrich Poeppig och Endl. Ombrophytum peruvianum ingår i släktet Ombrophytum och familjen Balanophoraceae. Inga underarter finns listade i Catalogue of Life.